# Miquel Fañanàs i Serrallonga
Miquel Fañanàs i Serrallonga (Girona, 20 de setembre de 1948) és un periodista i escriptor català.
Ha col·laborat en diverses publicacions periòdiques, com ara El Periódico de Catalunya, la Vanguardia, El Punt i Diari de Girona. Ha publicat narrativa, novel·la negra, novel·la històrica i literatura eròtica. Alguns dels seus llibres són Susqueda i altres narracions, Assassinat a la Missa del Gall, L'enigma de la Torà, La pedra màgica, Un cadàver a Charing Cross, On és el tigre?, El secret del cardenal i La bruixa de pedra, entre d'altres.
Ha guanyat els premis literaris Just M. Casero de narració curta, el Ciutat d'Olot de novel·la i el Vall d'Albaida de literatura eròtica. L'any 2012 va guanyar el Premi Nèstor Luján de novel·la històrica amb la novel·la La bruixa de pedra. Dues de les seves novel·les, Susqueda i altres narracions i La pedra màgica, han estat traduïdes al xinès.
L'abril de 1983, el relat curt de Susqueda dins de Susqueda i altres narracions es va escenificar per Ràdio Girona de la Cadena Ser sembrant una falsa alarma a una part de la població dels pobles del voltant del pantà de Susqueda i de la mateixa ciutat de Girona. Una emissió que recordava l'impacte de l'adaptació radiofònica de La Guerra dels mons d'Orson Wells de 1938. El 2018, amb motiu dels 50 anys de l'inici del funcionament de la presa de Susqueda, Fañanàs escrigué la novel·la Susqueda partint del relat de 1983.

## Obres[calcitació]
- Susqueda i altres narracions (1983)
- Assassinat a la Missa del Gall (1986)
- Dies Irae (1986)
- A tant la peça (1989)
- El secret de l'arxiu (1990)
- L'Any de la Serp (1991) [juvenil]
- Cavall de batalla (1993) [juvenil]
- Diari de les revelacions (1994)
- L'enigma de la Torà (1995) [juvenil]
- La pedra màgica (1995) [infantil]
- Un cadàver a Charing Cross (1997) [juvenil]
- On és el tigre? (1999)
- El complot dels pinzells (1999)
- Un bon dia per matar, un bon dia per morir (2000)
- La roca del Corb (2004) [juvenil]
- El secret del cardenal (2005)
- Morts de fama (2008)
- Mort a Girona (2010)
- El pavelló gris (2011) [juvenil]
- La bruixa de pedra (2012)
- El gran inquisidor (2015)
- Bonastruc el jueu (2016)
- Susqueda (2018)
- Les drassanes del rei (2021)
- El crim del monestir (2024)

## Premis
- Premi Nèstor Luján de novel·la històrica, 2012 per La bruixa de pedra
- Premi Ciutat de Badalona de narrativa juvenil, 2010 per El pavelló gris
- Premi de literatura eròtica de la Vall d'Albaida, 1993 per Diari de les revelacions[6]
- Premi Ciutat d'Olot de novel·la, 1989 per El secret de l'arxiu
- Premi Just M. Casero, 1982 per Heu vist en Tana?